# Aetanthus macranthus
Aetanthus macranthus är en tvåhjärtbladig växtart som först beskrevs av William Jackson Hooker, och fick sitt nu gällande namn av J. Kuijt. Aetanthus macranthus ingår i släktet Aetanthus och familjen Loranthaceae. Inga underarter finns listade i Catalogue of Life.